# 莱姆街 (坊)

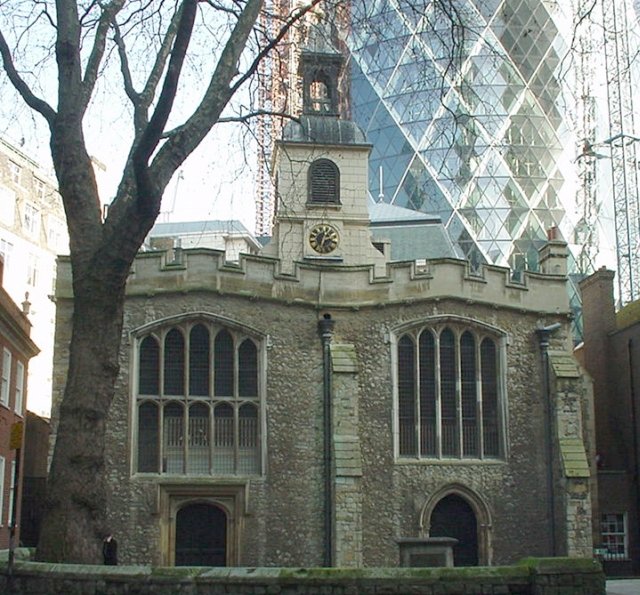
位于莱姆街坊的圣海伦主教门教堂

莱姆街（英语：Lime Street）是组成倫敦市的25个坊之一。 
 这个坊被分为四个选区（precincts）；值得一提的是，尽管莱姆街分属于几个教区，但在这个坊里甚至没有一条完整的街道（约翰·诺索克，1773年）。 
 莱姆街得名于中世纪在该区域附近的石灰生产加工业。其北抵甘菊街，与主教门坊相邻；东抵圣玛丽阿克斯与阿尔德门坊相邻；坊区最南部边界拐点与其边界形成了一个插入朗伯恩坊的一块突出部，将利德贺市场分成两部分，并向北至恩典堂街，西侧与康希尔坊相接。其中圣埃瑟尔堡主教门教堂就位于坊区东部边界。这座教堂于1993年曾遭遇爱尔兰共和军（IRA）的炸弹袭击，而后通过如莱姆街坊民会所等的慷慨捐赠得以重建。 
莱姆街是一个井井有条的坊区，该地与保险业有着长期的联系，如专业的交易所劳合社所在地劳埃德大厦就位于坊区的边界附近。坊内有三个主要的建筑物——“顶峰”塔、利德贺大楼及主教门100号。这些摩天建筑内的工人数量于2010年起快速增长。

## 选举
莱姆街是组成伦敦城的25个坊之一，每个坊选举出一名参事（Alderman）参加伦敦城法团的参事会。选民需为利伯维尔民身份方可参加选举。 
2006年-2007年间的伦敦市长，约翰·斯图塔特为现任坊参事。 

## 标志性建筑
- 圣海伦主教门教堂
- 利德贺市场市场
- 主教门100号
- 圣海伦大楼（英语：St. Helen's）（原为商业联盟大楼和英杰华大厦）
- 利德贺大厦
- 劳埃德大厦